# Óscar Garro
Óscar Garro Guzmán (Buenos Aires, 9 aprile 1922 – ...) è stato un calciatore argentino, di ruolo attaccante.

## Carriera
Ha cominciato a giocare in patria con l'Estudiantes, collezionando 12 presenze e 3 reti nel campionato 1943.
Successivamente, con il Tigre e l'italiana Sampdoria non colleziona presenze, trasferendosi quindi in Spagna: dapprima al Celta Vigo (11 presenze e 3 gol), quindi allo Sporting Gijón (2 presenze).